# David Dadunashvili
Pas d'image ? Cliquez ici

a Compétitions nationales et continentales officielles uniquement.

b Matchs officiels uniquement.
Dernière mise à jour le 12 mars 2021.
David Dadunashvili (en géorgien : დავით დადუნაშვილი) est un joueur de rugby à XV né le 27 janvier 1982 à Koutaïssi (Géorgie). Il évolue en équipe de Géorgie et au Beauvais RC au poste de pilier (1,84 m pour 110 kg).

## Carrière de joueur

### En club
- RC Nîmes (Fédérale 1)  France
- Valence sportif (Fédérale 1)  France
- 2006-2009 : RC Massy (Fédérale 1)  France
- 2009-2012 : CA Périgueux (Fédérale 1 puis Pro D2)  France
- 2012-2013 : Tarbes Pyrénées rugby (Pro D2)  France
- 2013-2016 : RC Massy (Fédérale 1 puis Pro D2)  France
- 2016-2018 : Stado Tarbes Pyrénées rugby (Fédérale 1)  France
- depuis 2018 : Beauvais RC (Fédérale 2 puis Fédérale 1)  France

### En équipe nationale
Il a disputé son premier match international avec l'équipe de Géorgie le 6 septembre 2003 contre l'équipe d'Italie. Il marque le premier essai de l'histoire de la Géorgie en coupe du monde contre l'Afrique du Sud.

## Palmarès

### En équipe nationale
- 29 sélections
- 9 essais (45 points)
- sélections par année : 4 en 2003, 4 en 2004, 1 en 2005, 5 en 2007, 7 en 2008, 4 en 2009, 4 en 2010.

Coupe du monde
- 2003 : 3 sélections (Angleterre, Afrique du Sud, Uruguay).